# Matenrō Opera
Matenrō Opera (jap. 摩天楼オペラ. lit. „Wolkenkratzer-Oper“) sind eine 2007 gegründete Visual-Kei-Band aus Japan.

## Geschichte
Matenrō Opera wurde 2007 von Sono (Sänger) und Yuu (Schlagzeuger) gegründet. Beide waren vorher Mitglieder der Band Jeniva. Am 4. Mai erschien die erste Single Alkaloid Showcase beim Laben Office A to Z. Noch am selben Tag spielten sie ihr erstes Konzert. Die Single war allerdings schon ausverkauft, bevor das Konzert begann.
Ende 2007 verließen Keyboarder Karen und Gitarrist Mika die Band und wurden durch Ayame (ex-Ry:dia) und Anzi ersetzt.
Nachdem sie 2008 beim Plattenlabel Sherow Artist Society einstiegen, schaffte es die Single Ruri Iro de Egaku Niji auf Platz 11 der Oricon Indies Charts. Die EP Gilia schaffte es auf Platz Nummer 7 und wurde auch in Europa veröffentlicht.
Matenrō Opera tourten zusammen mit Versailles von Ende März bis Anfang April 2008 durch Europa.
Im Juli 2009 startete die Band eine Tour in Japan zusammen mit der Gruppe Deluhi.
2011 durfte die Band im Rahmen der Kompilation Crush! -90's V-Rock Best Hit Cover Songs- den Song Kurenai von X Japan covern. Die Kompilation erschien am 26. Januar und beinhaltete Covers von Songs, die maßgebend waren für den Visual Kei in den 90er Jahren.

## Diskografie
Alben und EPs
- 2008: Gilia (erschien auch in Deutschland)
- 2009: Anomie
- 2010: Abyss
- 2012: Justice
- 2013: Kassai to Gekijou no Gloria
- 2014: AVALON
- 2016: 地球 (Chikyuu)
- 2016: Phoenix Rising
- 2017: Pantheon -Part 1-
- 2017: Pantheon -Part 2-
- 2019: Human Dignity
- 2020: Chronos
- 2022: Shinjitsu wo Shitteiku Monogatari
- 2023: Evil

Singles
- 2007: Alkaloid Showcase
- 2007: Sara
- 2008: 瑠璃色で描く虹 (Ruriiro de egaku niji) (erste Maxisingle)
- 2008: Spectacular
- 2008: Last Scene
- 2009: Acaedia
- 2009: Eternal Symphony (ausgeteilt auf Lives)
- 2009: Murder Scope
- 2010: R (ausgeteilt auf Lives)
- 2010: 「Genesis/R」
- 2011: Helios
- 2011: 落とし穴の底はこんな世界 (Otoshiana no Soko wa Konna Sekai)
- 2012: Gloria
- 2012: Innovational Symphonia
- 2013: Orb
- 2014: 隣に座る太陽 (Tonari ni Suwaru Taiyou)
- 2014: 致命傷 (Chimei Shou)
- 2015: ether
- 2015: Burning Soul
- 2016: Honoo no Hito
- 2016: Shine On
- 2017: Warrior
- 2018: Invisible Chaos
- 2021: Hakanaku Kieru Ai no Sanka
- 2021: Owaranu Namida no Umi de
- 2023: Suigyoku no Waltz (live)
- 2024: Yami wo Hamu (live)
- 2024: Yoake wa Yuki to Tomoni (limitierter Webshop-Verkauf)